# Gabriela Chaborski
Gabriela Chaborski (scris uneori Chaborschi în sursele în limba română) (n. 14 octombrie 1891, Bârlad – d. 25 noiembrie 1936) a fost o chimistă română de origine poloneză, de religie catolică, fiica lui Ludovic Chaborski, emigrat în 1868 din Polonia, stabilit la Bârlad și apoi la Ploiești (1877), căsătorit Emilia Schnell de origine germană, naturalizat în 1886, angajat al Societății Acționarilor Căilor Ferate Române.
Gabriela Chaborski a fost prima femeie vicepreședintă a Societății Române de Chimie.
Documentele vremii vorbesc însă și mai înainte de acest nume. Într-o lucrare ce tratează subiectul ciumei din 1828, este menționat și "Chaborski, medic al spitalelor vremelnice din Focșani".

## Educație
Gabriela Chaborski a absolvit, în anul 1911, liceul real din Ploiești, cu media 9.20, după care a urmat cursurile Facultății de Științe Fizico-Chimice a Universității din București, bursieră prin concurs, obținând licența în anul 1914.
Continuă apoi studiile la Universitatea din Geneva, Elveția, ca bursieră a statului, obținând titlul de doctor în științe fizice, specialitatea chimie, cu lucrarea Recherche sur les levures termophiles et cryophites. Pe durata studiilor de doctorat obține certificate speciale din partea profesorului de chimie-fizică Philippe-Auguste Guye.

## Activitatea didactică
Din momentul în care termină facultatea, Gabriela Chaborski este încadrată la Casa Școalelor ca asistentă în laboratoarele de fizică și chimie ale instituției, conduse de profesorul dr. Eugen Ludwig (septembrie 1913 - februarie 1916), până ce pleacă în Elveția să-și facă studiile doctorale. Susține teza de doctorat în chimie la Universitatea din Geneva (1919).
Imediat după obținerea doctoratului revine la București și este încadrată asistentă suplinitoare în Laboratorul de chimie anorganică a Facultății de Științe din cadrul Universității din București, sub conducerea profesorului dr. G. G. Longinescu, fiind definitivată în septembrie 1920 ca urmare a examenului de capacitate.
Începând cu anul 1921 (după alte surse, de la 1 octombrie 1920) este numită Șef de lucrări în cadrul aceluiași laborator.
În 1924 îl suplinește pe prof. dr. G. P. Teodorescu la Conferința de chimie generală predată studenților din primul an ai secției de științe naturale și ai Institutului Electrotehnic al Universității din București, astfel că, în același an, este numită conferențiară onorifică la Institut. Cu această ocazie își editează și cursul, pe care-l tipărește la litografia Universității. Cursul cuprindea capitole despre reacții chimice, echilibru chimic, electroliți, precipitate, hidroliză, cataliză, electroliză, pH, volumetrie, potențiometrie, spectroscopie, analiza de gaze. Este titularizată conferențiar de la 1 ianuarie 1928.
În 1929-1930 Gabriela Chaborski preda cursul de Analiză cantitativă studenților de anul II de la Institutul de Chimie Industrială și Institutului Electrotehnic, și le ținea lucrări de laborator bisăptămânal. La ședința Senatului Facultății de Științe din 27 noiembrie 1930 ea primește recomandarea de a rămâne conferențiar definitiv iar în anul școlar 1932-1933, la Institutul Electrotehnic, ține o conferință de chimie generală și electrochimie, și își păstrează conferința de analiză cantitativă de la Institutul de Chimie Industrială și de la Institutul Botanic, în calitate de conferențiar definitiv.

## Activitatea științifică
Teza de doctorat a Gabrielei Chaborski s-a bazat pe studiile efectuate în laboratorul de chimie vegetală al Institutului Botanic de sub conducerea prof. Robert Chodat, în care a urmărit levuri care să viețuiască în condiții anormale de temperatură. În cadrul acestui studiu, ea a adus contribuții în domeniu, astfel:
- a descoperit pe smochine o specie nouă de Zygosaccharomycet, pe care a numit-o Zygosaccharomycet Ficicola, pe care a studiat-o din punct de vedere biologic și biochimic.
- alături de Zig. Ficicola, a izolat, tot pe smochine, o a doua specie nouă, asporogenă, Terula Betryoidea, studiată din punct de vedere biologic și biochimic. Această specie nouă prezintă o formă curioasă de fructificare pe medii care determină sporularea, ce nu fusese descrisă până atunci. Levurile Zig. Ficicola și Terula Betryoidea au fost izolate prin metoda de triaj a lui Hansen, pornind de la celule unice și având ca rezultat culturi pure. Cu toate acestea, în culturile vechi de Zig. Ficicola a găsit în repetate rânduri Terula Betryoidea. Însemnătatea acestui lucrul constă în faptul că arată cum o specie sporogenă sexuală poate suferi o schimbare definitivă prin cultură repetată și trece într-o specie (rasă) asporogenă, cu toate că plecase de la o cultură pură.
- a descoperit pe banane o specie noua de levuri Asporomyces Asporus, dintr-un gen nou (Gen. Asporomyces) descoperit de ea și numit, în cinstea ei, gen novus Chaborski, în care funcția sporogenă este stinsă. De asemenea, a studiat levuri termofile și cryofile.
- a studiat acțiunea Reductaselor din levuri asupra albastrului de metilen și sulfului.
- a arătat că în timpul fermentării alcoolice se produce în multe cazuri, în mod normal hidrogen sulfurat, fără ca pentru aceasta să fie nevoie, cum credea până atunci, de a se adăuga lichidului în fermentare, floare de sulf sau sulf precipitat.
- a constatat că nu există paralelism între degajarea de hidrogen sulfurat și lichefacerea gelatinei.
- a constatat că nu există un raport determinat între reducerea sulfului și aceea a albastrului de metilen pentru una și aceeași specie.
- a constatat că nu este obligatoriu să existe corelație între acțiunea reducătoare a levurelor și fermentația alcoolică.

Împreună cu prof. G. G. Longinescu, prezintă (ianuarie 1923) membrilor secției de chimie a Societății de Științe, condusă de prof. N. Dănăilă, o metodă simplă de recunoaștere a sodiului și potasiului pe cale umedă. Această metodă se constituia ca una dintre cele mai simple analize de recunoaștere din analiza cantitativă, la acea dată.
Ulterior (martie 1923), prezintă membrilor secției de chimie și o metodă simplă de căutare a cromului pe cale umedă, precum și a manganului. Prof. G. G. Longinescu a susținut această prezentare, arătând că metoda a fost întrebuințată pe parcursul a circa 2 ani în cadrul laboratorului facultății.
În 1927 a prezentat lucrarea L'association molèculaire considérée comme phénomène de concentration molaire, cu prof. G. G. Longinescu, subiect care a fost dezvoltat apoi de acesta. Profesorul A. Boutaric, de la Universitatea din Dijon, a reluat acest subiect remarcând elementele de noutate - introducerea noțiunii de concentrație molară.
A colaborat intens la publicația Natura - Revistă pentru răspândirea științei, scoasă de Editura "Cultura Națională". A publicat articole proprii sau realizate în colaborare, dar a promovat și alte realizări pe tărâm științific, prin diverse traduceri sau note. A susținut conferințe la Universitatea radio (Povestea atomilor și elementelor).

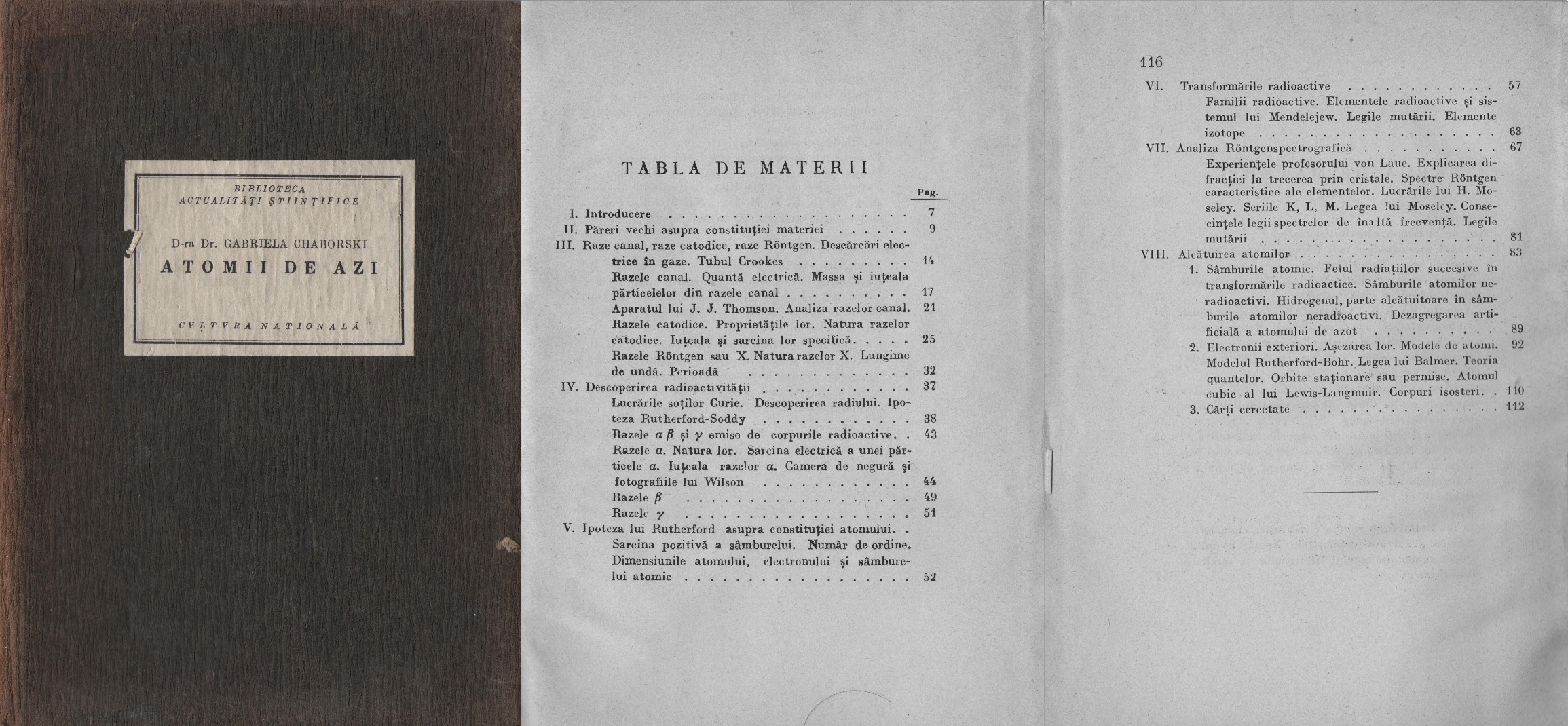
Atomii de azi, de Gabriela Chaborski. Copertă și cuprins.

În afară de numeroasele studii științifice, note și traduceri, Gabriela Chaborski a publicat și o carte-broșură, destinată celor interesați de ultimele concepții din domeniul structurii atomice - "Atomii de azi", scrisă în august 1924 și tipărită în 1926, la care a beneficiat de colaborarea colegului ei, Neda Marinescu, asistent în Laboratorul de Chimie Anorganică al Facultății de Științe.
A decedat datorită unei boli de inimă căpătate în urma unui reumatism instalat încă din copilărie. La slujba care a avut loc la Capela Crematoriului pe 27 noiembrie 1936, au luat cuvântul profesorul G. G. Longinescu - șeful catedrei la care a predat și chimista română, profesorul Dragomir Hurmuzescu - Decanul Facultății de Științei, D. Buttescu - Președintele Societății Române de Chimie, și Nicolae Iordache în numele asistenților din Laboratorul de chimie anorganică. După decesul acesteia, postul de conferențiar de Chimie Generală și Electrochimie a fost suplinit, timp de un an (1936-1937), de Constantin N. Theodosiu, șef de lucrări în cadrul aceleiași catedre.

## Cărți - Articole
- Recherche sur les levures termophiles et cryophites, Gabriela Chaborski, Teza de doctorat nr. 627, Geneva, 1919.
- Recherche de l'acide chlorydrique en présence des acides bromhydriques et iodhydriques, G. G. Longinescu, Gabriela Chaborski, în Bulletin de la Section Scientifique de l'Académie Roumaine, 1919/1920, no.5/6. Notă prezentată de Petru Poni în ședința din 31 mai 1920, pp. 122–124.„Însemnătatea lucrării stă în acea că înlocuește vechea metodă, greoaie și nu todeauna sigură, pentru căutarea acidului clorhidric în prezența acidului bromhidric, printr'un procedeu simplu, rapid și sigur.”— Monitorul Oficial, 2 martie 1928, p.1642
- Métode simple pour la recherche de l'acide nitrique, G. G. Longinescu, Gabriela Chaborski, în Bulletin de la Section Scientifique de l'Académie Roumaine, 1919/1920, no.10, pp. 177–178.„... dă prima metodă pentru căutarea acidului azotic în prezența acizilor bromhidric și iodhidric. E întrebuințată la laboaratoare din străinătate undo a fost dusă de studenții români, trecută în „Merk's Reagenzien verzeichnis”, pagina 307 sub numele Longinescu Chaborski's Reagentien auf Salpetersäreu și reprodusă în Suddeutsche Apotheker Zeitung (1921) 467”— Monitorul Oficial, 2 martie 1928, p.1642
- Métode simple pour la recherche du sodium et du potassium par voie humide, G. G. Longinescu, Gabriela Chaborski, în Bulletin de la Chimie Pure et Appliqueé de la Société Roumaine des Sciences, XXVI (1923), no.1-3.„În metoda preconizată de noi, în loc de a căuta sodiul și potasiul în filtratul dela grupa IV, se caută aceste metale într'o porțiune din amestecul solid. Se evită astfel pierdere de timp cu evaporările și calcinările pentru înlăturarea sărurilor de amoniu, se evită pierdere de metale alcaline în decursul operațiilor anterioare.”— Monitorul Oficial, 2 martie 1928, p.1642
- Recherche du Chrôme en présence du manganése par voie humide, Gabriela Chaborski, în Bulletin de la Chimie Pure et Appliqueé de la Société Roumaine des Sciences, XXVI 1/2 (1923), no.1-3.„Cu acelaș reactiv, soluție de hipoclorit de sodiu, se caută în condiții de temperatură diferite, ambele metale din amestecul de hidrați de crom, fier și mangan în cursul analizei de grupa III. ... Avantajul metodei constă și în faptul că pentru căutarea manganului nu mai e necesară separarea lui, destul de anevoioasă de crom și fier.”— Monitorul Oficial, 2 martie 1928, p.1642
- Povestea elementelor și a atomilor, Gabriela Chaborski, doctor în științe, Șef de lucrări în Laboratorul de chimie anorganică al Universității din București, partea I - Revista Natura, anul XII, nr.5, martie 1923, Cultura Națională, București, pp. 9–14; partea II - Revista Natura, anul XII, nr.7-8, maiu-iunie 1923, Cultura Națională, București, pp. 15–19; partea a III-a - Revista Natura, anul XIII, nr.2, februarie 1924, Cultura Națională, București, pp. 22–26
- Recherche du calcium en prèsence du barium et du strontium, G. G. Longinescu, Gabriela Chaborski, în Bulletin de la Chimie Pure et Appliqueé de la Société Roumaine des Sciences, XXVII (1924), no.1-3.„Separarea nesigură și greoae a acestor metale aduce după sine multe greutăți pentru începători. În metoda preconizată de noi se separă sigur calciul de stronțiu ...”— Monitorul Oficial, 2 martie 1928, p.1642
- Séparation des métaux du III-éme groupe analytique, G. G. Longinescu, Gabriela Chaborski, în Bulletin de la Chimie Pure et Appliqueé de la Société Roumaine des Sciences, XXVII (1924), no.6.„Această separare e propusă în locul separării bazate pe împărțirea grupei a III-a analitică în 2 subgrupe, cu ajutorul acidului clorhidric 2% și care are mai multe incoveniente. În metoda propusă ... se trec în soluție cu euclorină sulfurele și hidrații metalelor din grupa III-a și se fac ulterior separările căutându-se cromul și manganul după metoda Gabrielle Chaborski.”— Monitorul Oficial, 2 martie 1928, p.1642
- François Champollion, Gabriela Chaborski, Revista Natura, anul XIII, nr.3, martie 1924, Cultura Națională, București, pp. 1–3
- Izotopi activi și inactivi, Gabriela Chaborski, Revista Natura, anul XIII, nr.5, maiu 1924, Cultura Națională, București, pp. 9–3
- Chimia și războiul de mâine, Charles Burky, traducere de Gabriela Chaborski, Revista Natura, anul XIV, nr.12, decemvrie 1925, Cultura Națională, București, pp. 21–24
- Curs de chimie neorganică și electrochimie, Gabriela Chaborski, Litografia Facultății de Științe a Universității din București, edițiile 1925 și 1926.
- Atomii de azi, D-ra dr. Gabriela Chaborski, Șef de lucrări în Laboratorul de chimie anorganică al Universității din București, Colecția "Biblioteca Actualități Științifice", îngrijită de d-l Gh. Țițeica, Profesor Universitar, Cultura Națională, București, 1926.
- L'association molèculaire considérée comme phénomène de concentration molaire, G. G. Longinescu, Gabriela Chaborski, comunicată în ședința din 7 martie 1927 a Societății Române de Chimie.„Concluziile trase din aceasta lucrare sunt următoarele: (1) Se propune o noțiune nouă, aceea de concentrație molară care exprimă numărul de molecule gram cuprinse într'un litru de substanță pură. (2) Cu ajutorul concentrației molare se arată că fenomenul de asociație moleculară nu e în realitate decât un fenomen de îngrămădire de molecule simple. (3) Rezultă din aceasta că ipoteza asociației moleculare și aceea a unei disociații neelectrolitice nu sunt de loc întemeiate. (4) Concentrația molară, explică în mod logic, direct și unitar toate abaterile observate în măsurile crioscopice și în cele de ascensiuni capilare. (5) Ca și gazele, substanțele solide și lichide sunt formate din molecule simple. Nu există molecule asociate. (6) Concentrația molară a lichidelor normale e 10, de unde rezultă că a zecea parte din concentrația molară, dă gradul de asociație găsit de diferiți cercetători prin metode diferite.”— Monitorul Oficial, 2 martie 1928, p.1642

## Recunoaștere
- Asporomyces Charboski (1918) – Torulopsis Berl. fide Mrak et all.(Mycol. 34; 139, 1942); Barnet et all. (Yeasts : Characteristics and Identification 3rd edn., 2000) Dictionary of the Fungi Arhivat în 28 martie 2018, la Wayback Machine., Ainsworth, Bisby's